# Lakeba
Lakeba is een eiland in Fiji. Het is 54 vierkante km groot en het hoogste punt is 220 m. Er komt slechts één zoogdier voor, de vleermuis Emballonura semicaudata.